# Porsche 912
A Porsche 912 a Porsche AG által Stuttgartban, Németországban, 1966 és 1969 között, illetve az 1975-ös modellév során Porsche 912 E típusjelzéssel gyártott luxus sportautó. A Porsche 912 E kizárólag az Egyesült Államokban volt kapható.

## A modellfejlesztés háttere
Az utolsó 356-os, a Porsche 356C Coupé ára 14 950 német márka (56 kW-os (75 LE-s), 175 km/h-s végsebesség) és 23 700 német márka (97 kW-os (130 LE-s), 200 km/h-s végsebesség) között volt, ugyanekkor a Porsche 911-ért aminek hathengeres 97 kW-os (130 LE-s) motorja volt és  210 km/h-s végsebességre volt képes 21 900 német márkát kellett fizetni. 1964 szeptembere és 1965 márciusa között a 911-es és a 356-os párhuzamosan is kapható volt, de a kedvezőbb árú és teljesítményű 911-es miatt a 356-os eladások visszaestek, ezért igény támadt egy új belépőszintű modellre. A Porschénak nem volt ilyen irányú önálló fejlesztése, ezért a 911-es egyszerűsített, olcsóbb változataként 1965 áprilisában piacra dobták a 912-est a 356C 1.6l-es, 66 kW-os (89 LE-s) négyhengeres motorjával.
A kisebb motoron kívül az autó felszereltségében sem érte el a 911-est, így például nem öt, hanem három műszer volt az óracsoportban – a vásárlóknak a 911-esben megszokott időmérő óráról és a kombinált műszerről le kellett mondani. Az 1966/67-es modellév során viszont már a megszokott ötös óracsoporttal készültek a sportkocsik. A legnagyobb változtatás a gyártás utolsó modellévében történt – 1965-1968 között 2211 mm-es, az 1969-es modellévben pedig 2271 mm-es tengelytávval készültek az autók.
A 912-est kupé és targa változatban 1969 nyaráig gyártották.

## Porsche 912 E

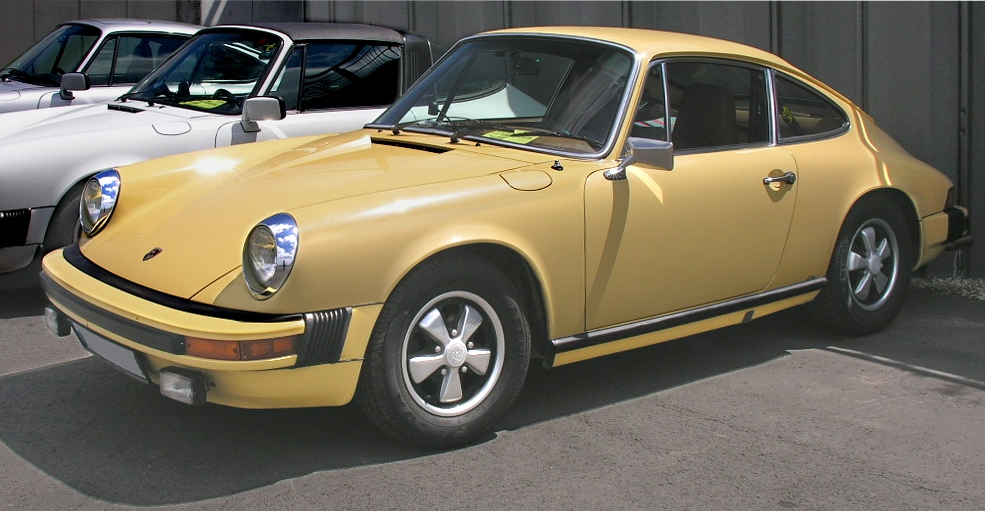
Porsche 912 E

Az 1976-os modellévben a Porsche 912 E 10 845 dolláros áron belépőmodellként jelent meg az Egyesült Államok piacán a 911-es G-modell karosszériájával és egy 2.0l-es, négyhengeres, 66 kW-os (89 LE-s) Bosch L-Jetronic befecskendezős, boxer elrendezésű motorral. A 914-es gyártása ekkorra már leállításra került, az új 924-est pedig még nem forgalmazták az Egyesült Államokban, így átmeneti időre szükség volt egy belépőszintű modellre. A típus motorja tulajdonképpen nem Porsche motor volt, hanem eredetileg a Volkswagen Typ 4 számára fejlesztett motor némileg módosított változata. Ugyanezt a motort használták a VW Bus-oknál és a Transporter T2-nél, illetve a T3-nál is – a harmadik generációs Transporternél egy nagyobb módosítással, immáron vízhűtéssel.

## Technikai adatok
A Porsche 912-est 1965 és 1969 között gyártották, a Porsche 912 E-t pedig az 1976-os modellévben az Egyesült Államok piacára – a 912 E-ből összesen 2099 darab készült.
| Porsche 912:                    | 912 (kupé és Targa)                                              | 912 E (kupé)                                                     |
| ------------------------------- | ---------------------------------------------------------------- | ---------------------------------------------------------------- |
| Motor:                          | négyhengeres boxermotor (négyütemű)                              | négyhengeres boxermotor (négyütemű)                              |
| Lökettérfogat:                  | 1582 cm³                                                         | 1972 cm³                                                         |
| Furat × löket:                  | 82,5 × 74 mm                                                     | 94 × 71 mm                                                       |
| Teljesítmény 1/min-nél:         | 66 kW (90 LE)/5800                                               | 66 kW (90 LE)/4900                                               |
| Max. forgatónyomaték 1/min-nél: | 124 Nm                                                           |                                                                  |
| Sűrítési viszony:               | 9,3 : 1                                                          | 7,6 : 1                                                          |
| Vezérlés:                       | központi vezérműtengely                                          | központi vezérműtengely                                          |
| Hűtés:                          | Léghűtés                                                         | Léghűtés                                                         |
| Nyomatékváltó:                  | 4 fokozatú kézi (kívánságra 5 fokozatú kézi), hátsókerék-hajtás  | 5 fokozatú kézi, hátsókerék-hajtás                               |
| Kerékfelfüggesztés elöl:        | független kerékfelfüggesztés keresztlengőkarral és csillapítóval | független kerékfelfüggesztés keresztlengőkarral és csillapítóval |
| Kerékfelfüggesztés hátul:       | független kerékfelfüggesztés hosszlengőkarral                    | független kerékfelfüggesztés hosszlengőkarral                    |
| Rugózás elöl:                   | hosszában fekvő torziós rugó                                     | hosszában fekvő torziós rugó                                     |
| Rugózás hátul:                  | keresztben fekvő torziós rugó                                    | keresztben fekvő torziós rugó                                    |
| Karosszéria:                    | önhordó acélkarosszéria                                          | önhordó acélkarosszéria                                          |
| Nyomtáv vorn/hinten:            |                                                                  |                                                                  |
| Tengelytáv:                     | 2211 mm                                                          | 2271 mm                                                          |
| Gumik/keréktárcsák:             | 165 HR 15                                                        |                                                                  |
| Méretek H × Sz × M:             | 4163 × 1610 × 1320 mm                                            | 4291 × 1610 × 1320 mm                                            |
| Saját tömeg:                    | 970 kg                                                           | 1050 kg                                                          |
| Végsebesség:                    | 185 km/h                                                         | 177 km/h                                                         |
| Gyorsulás 0 – 100 km/h:         | 13,5 s                                                           | 13,5 s                                                           |

## Fordítás
Ez a szócikk részben vagy egészben  a   Porsche 912 című német Wikipédia-szócikk ezen változatának fordításán alapul.  Az eredeti cikk szerkesztőit annak laptörténete sorolja fel. Ez a jelzés csupán a megfogalmazás eredetét és a szerzői jogokat jelzi, nem szolgál a cikkben szereplő információk forrásmegjelöléseként.